# جایزه سینمای جوان
جایزهٔ سینمای جوان (ایتالیایی: Premio Arca Cinema Giovani) یک جایزهٔ فیلم است که در جشنوارهٔ فیلم ونیز اهدا می‌شود. شعار این جایزه «روح زمان: نگاهی به اکنون» است. هیئت داوران جایزه را ۱۰۰ فرد ۱۸–۲۵ساله از کشورهای مختلفی چون فرانسه، کانادا، لهستان، مجارستان، و ایتالیا تشکیل می‌دهند.

## بهترین فیلم بین‌المللی
| سال  | برنده                     | کارگردان(ها)                      | کشور                |
| ---- | ------------------------- | --------------------------------- | ------------------- |
| ۲۰۰۴ | دریای درون                | آلخاندرو آمنابار                  | اسپانیا             |
| ۲۰۰۵ | باغبان وفادار             | فرناندو میرلس                     | بریتانیا            |
| ۲۰۰۶ | کتاب سیاه                 | پل ورهوفن                         | هلند                |
| ۲۰۰۷ | راز دانه                  | عبداللطیف کشیش                    | فرانسه / تونس       |
| ۲۰۰۸ | مهلکه                     | کاترین بیگلو                      | ایالات متحدهٔ آمریکا |
| ۲۰۰۹ | روح آشپزخانه              | فاتح آکین                         | آلمان               |
| ۲۰۱۰ | Balada Triste de Trompeta | الکس دل‌ایگلسیا                    | اسپانیا             |
| ۲۰۱۱ | شرم                       | استیو مک‌کوئین                     | بریتانیا            |
| ۲۰۱۲ | La Cinquième Saison       | Peter Brosens و Jessica Woodworth | بلژیک               |
| ۲۰۱۳ | Miss Violence             | Alexandros Avranas                | یونان               |
| ۲۰۱۴ | Loin des hommes           | دیوید اولهوفن                     | فرانسه              |
| ۲۰۱۵ | جنون                      | امین آلپر                         | ترکیه               |
| ۲۰۱۶ | ورود                      | دنی ویلنوو                        | ایالات متحدهٔ آمریکا |
| ۲۰۱۷ | فاکس‌ترات                  | ساموئل مائوز                      | اسرائیل             |
| ۲۰۱۸ | هرگز روی برنگردان         | فلوریان هنکل فون دونرسمارک        | آلمان               |